# P. J. Chesson
Patrick Joseph Chesson (Far Hills, Nova Jérsei, 9 de dezembro de 1978) é um automobilista norte-americano que disputou as 500 Milhas de Indianápolis. Correu eme 2006 e 2007 pelas equipes Hemelgarn Racing e Roth Racing respectivamente, sem resultados de destaque.